# 周口店地区
周口店地区，又称为周口店镇，是中华人民共和国北京市房山区下辖的一个镇，周口店地区和周口店镇的政府机构为“一套人马，两块牌子”。周口店的面积为126平方公里，人口4.2万人。
周口店境内的龙骨山是北京猿人和山顶洞人的发现地，被列入联合国教科文组织世界遗产名录。另外，周口店境内还有金朝的皇家陵寝等景点。
周口店以出产高质量的石材闻名。目前，周口店已被列为北京未来规划的“两城八镇”之一，计划以高新科技产业、生态农业和古文化观光旅游业作为当地的经济支柱。

## 铁路交通
- 周口店站